# مجموعة هيسنبرغ
في الهندسة , مجموعة هايزنبرغ تمت دراستها لأول مره من قبل كل من الرياضي دي ماري , كلاوديو بيروسي , شيمان .

وهي عبارة عن مجموعة جبرية , والتي تم الوصول إليها من داله هايزنبرغ h و التحويل الخطي X . 

## التعريف
دالة هايزنبرغ مثل : 

{\displaystyle h:\{1,2,\ldots ,n\}\rightarrow \{1,2,\ldots ,n\}}
حيث 

{\displaystyle h(i+1)\geq {\text{max }}(i,h(i)){\text{ for all }}1\leq i\leq n-1.}
على سبيل المثال : 

{\displaystyle h(1,2,3,4,5)=(2,3,3,4,5)\,}
تعتبر مجموعة هايزنبرغ . 

مع الأخذ في الاعتبار أن : 
{\displaystyle X:\mathbb {C} ^{n}\rightarrow \mathbb {C} ^{n},\,}
{\displaystyle X\cdot F_{i}\subseteq F_{(h(i))}}
{\displaystyle {\mathcal {H}}(X,h)=\{F_{\bullet }\mid XF_{i}\subset F_{(h_{i})}{\text{ for }}1\leq i\leq n\}}